# Памятник Джордано Бруно
Памятник Джордано Бруно создан Этторе Феррари и установлен в 1889 году на площади Кампо деи Фиори в Риме (Италия).

## История создания
Памятник философу-пантеисту Джордано Бруно был заказан масонами в ответ на энциклику «Humanum Genus», которую 20 апреля 1884 года опубликовал папа Римский Лев XIII. В этой энциклике масонство было отнесено к «сектам, в которых возрождён непокорный дух бесовский». Памятник осуждённому католической церковью и сожжённому за ересь Джордано Бруно предложили создать скульптору-масону Этторе Феррари.
Вопрос об установке памятника был рассмотрен в муниципальном совете Рима. Его консервативное католическое большинство отклонило это предложение и не дало согласия на установку статуи. Часть студенчества Римского университета восприняло данное решение весьма негативно.
Этторе Феррари выполнил работу бесплатно. В связи с запретом на возведение памятника Бруно скульптура несколько лет пролежала в мастерской. После перевыборов муниципального совета новый его состав дал разрешение на установку статуи на одной из центральных площадей Рима — площади Кампо деи Фиори, на которой Джордано Бруно и был сожжён за ересь 17 февраля 1600 года. На открытии памятника 9 июня 1889 площадь была украшена флагами множества общественных организаций.
Профессор Джованни Бовио подготовил воззвание, в котором говорилось:

Кто бы ни направился в Рим на чествование воздвигаемого памятника, он будет чувствовать, что различие наций и языков он оставил позади и вступил в отечество, где нет этих перегородок. Присутствующие на открытии памятника, устанавливаемого с согласия и на денежные средства всех народов, будут тем свидетельствовать, что Бруно поднял голос за свободу мысли для всех народов и своею смертью во всемирном городе освятил эту свободу.

Сегодня место установки памятника на площади Кампо деи Фиори является центром ежегодного проведения различных мероприятий атеистов и вольнодумцев.

### Описание памятника
Статуя полноразмерная, Джордано Бруно изображён стоящим во весь рост, с перекрещенными руками, в которых держит книгу, голова его покрыта капюшоном. Статуя установлена на высоком пьедестале.
В верхней части пьедестала на каждой стороне расположены по два окаймлённых гирляндами барельефа с изображениями исторических персоналий, которые, по мнению скульптора, либо являлись последователями Бруно, либо были казнены или убиты по религиозным мотивам, либо подверглись преследованиям за свои взгляды и убеждения — Мигеля Сервета, Петра Рамуса, Томазо Кампанеллы, Джона Уиклифа, Яна Гуса, Аонио Палеарио, Паоло Сарпи и Джулио Чезаре Ванини. Под ними с фронтальной стороны размещена подписанная доска, а с трёх других сторон памятника — барельефы, на которых изображены ключевые моменты биографии Бруно: диспут в Оксфорде, вынесение смертного приговора и сожжение на костре.

### Другие одноимённые статуи
Ещё одна статуя с изображением смерти Бруно на костре была воздвигнута по проекту Александра Польцина (Polzin) 2 марта 2008 года на станции метро «Потсдамская площадь» в Берлине, в Германии. Статуя представляет собой вытянутую фигуру, стоящую на голове.

## Галерея

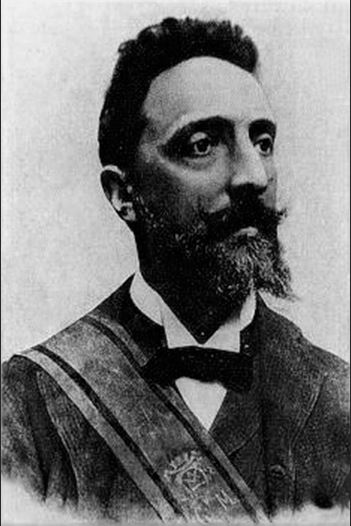
Скульптор Этторе Феррари
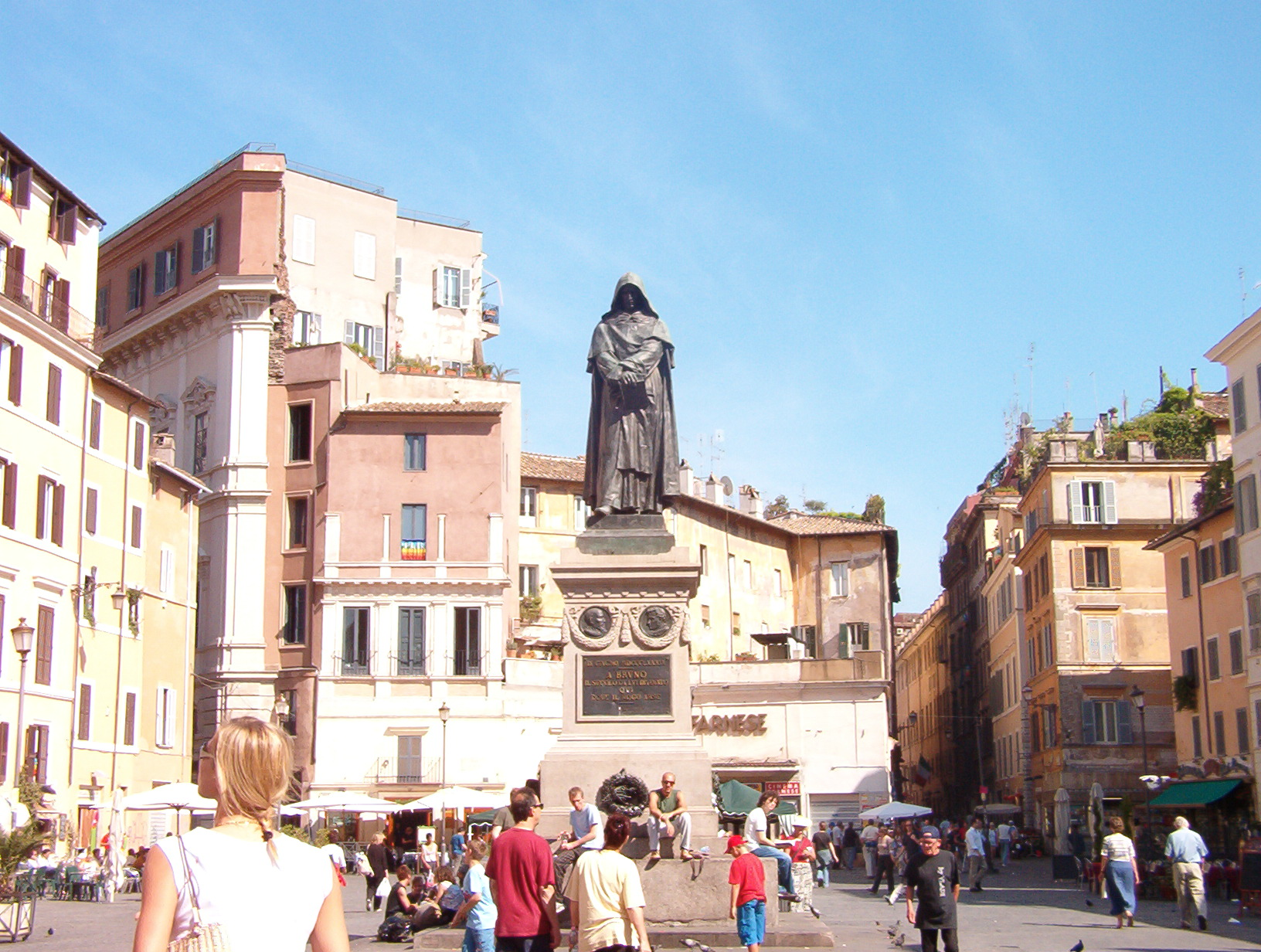
Рим. Площадь Кампо деи Фиори
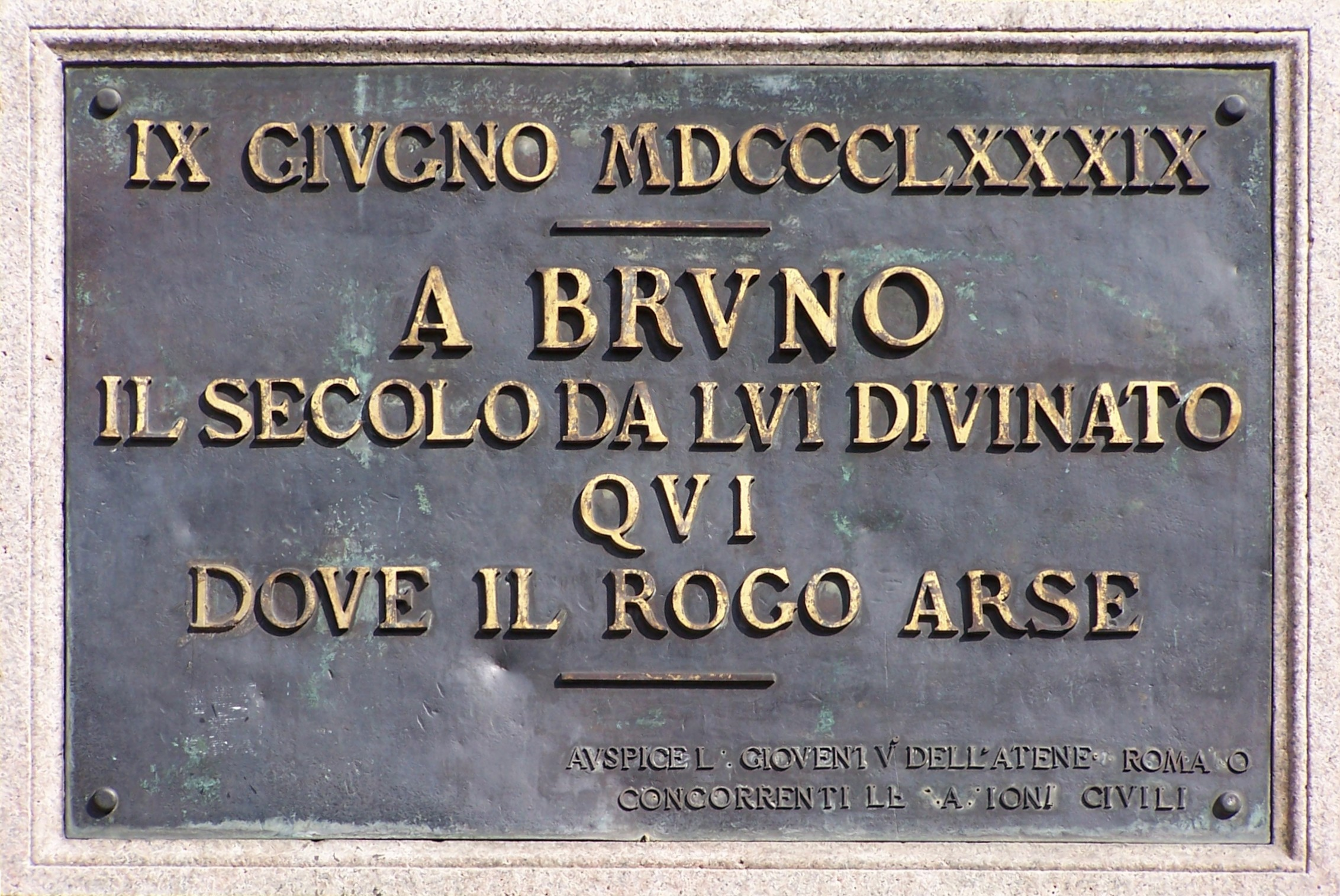
Подпись на доске под статуей: «9 июня 1889 года. Джордано Бруно — от столетия, которое он предвидел, на том месте, где был зажжён костёр»
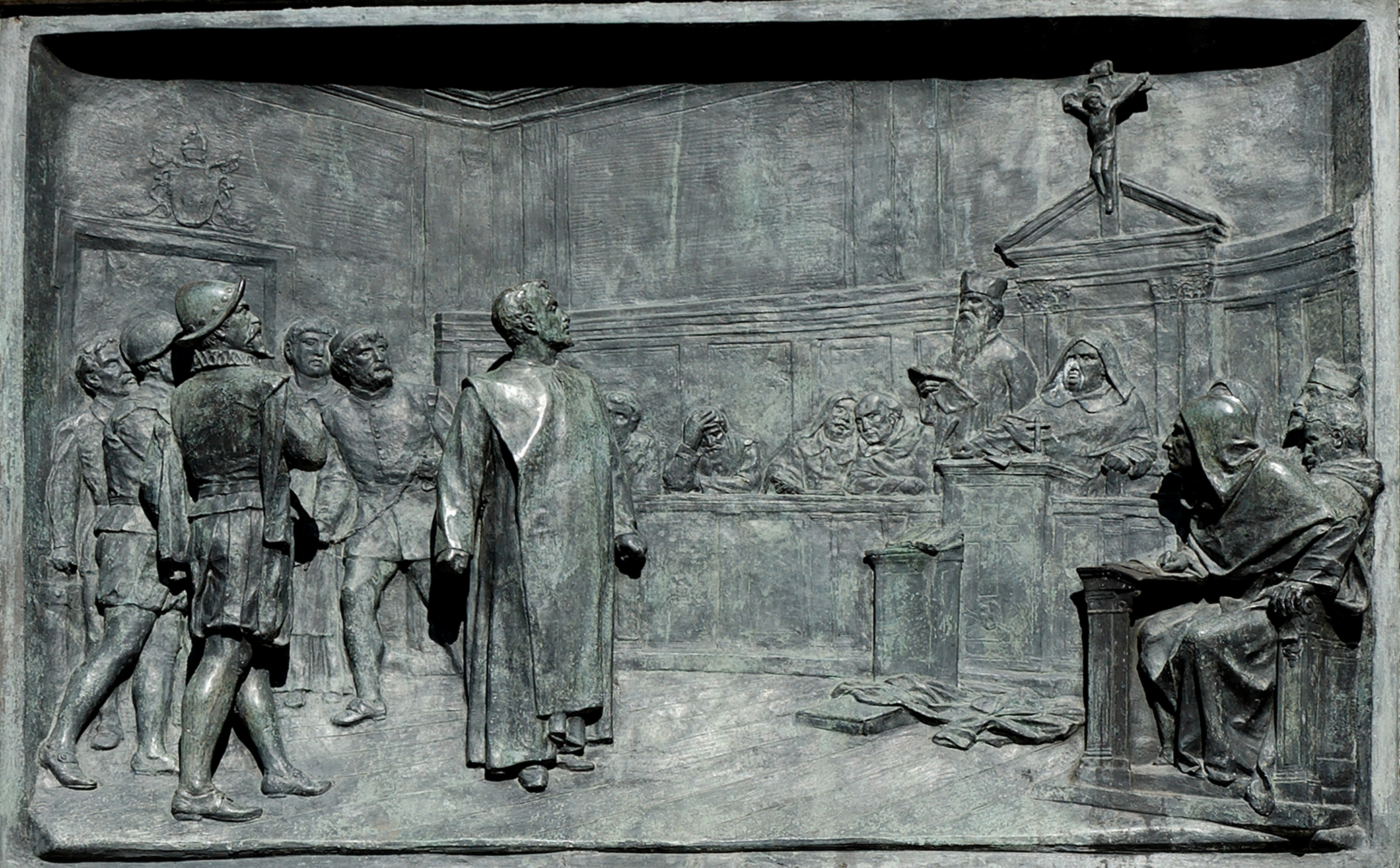
Суд над Джордано Бруно
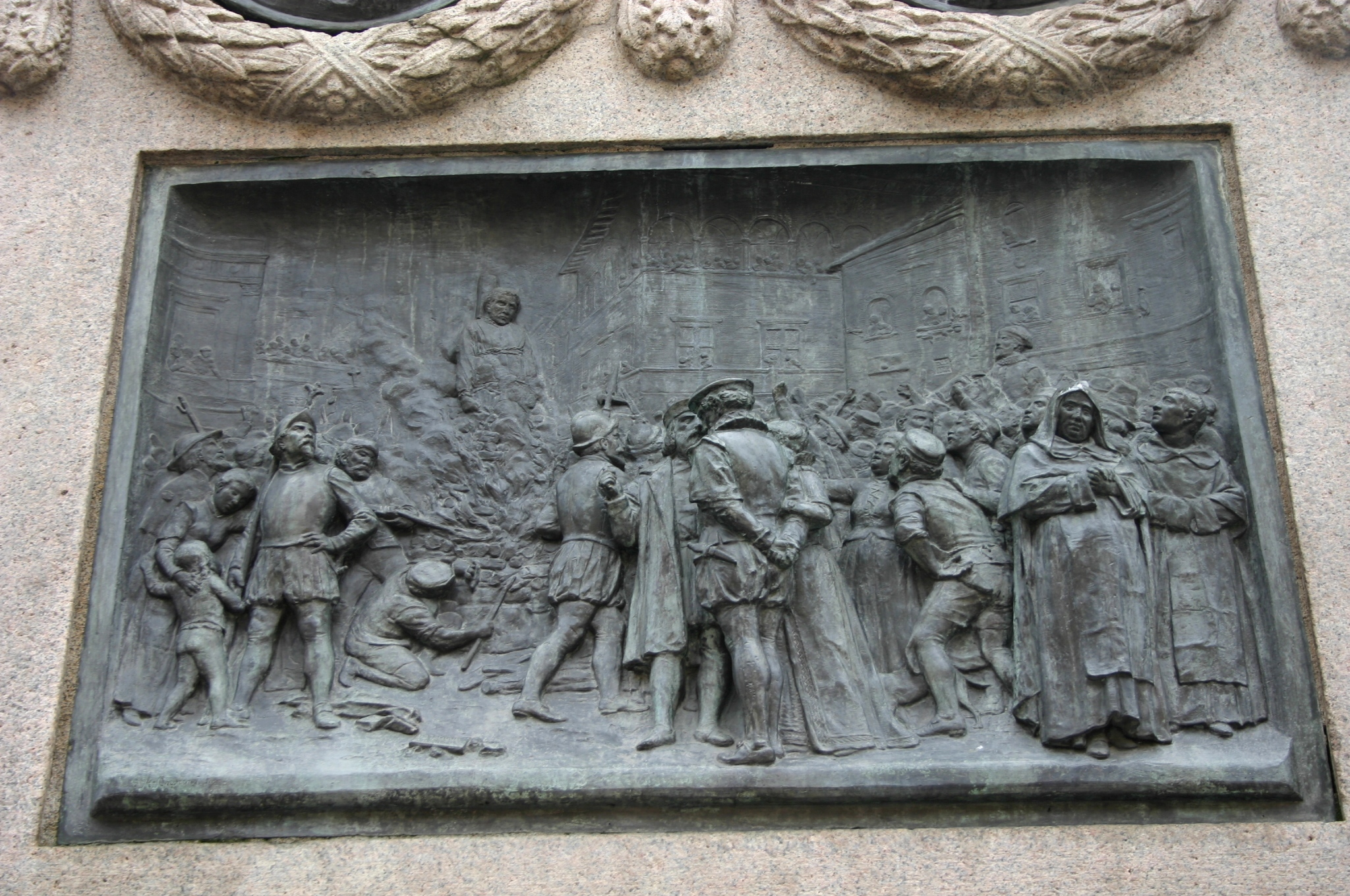
Сожжение Джордано Бруно
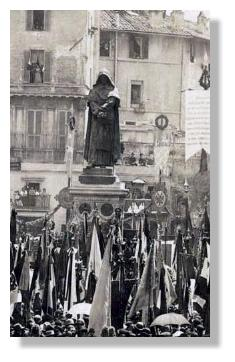
Открытие памятника. Флаги организаций.
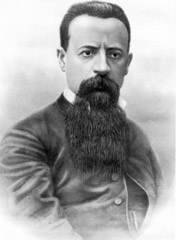
Джовани Бовио (1837—1903)